# Isolotti dei Cavalli
Gli isolotti dei Cavalli sono un gruppo di isolotti del mar Tirreno situati nella Sardegna settentrionale in località L'Isuledda.

Appartengono amministrativamente al comune di Palau.